# Tredington (Gloucestershire)
Tredington – wieś w Anglii, w hrabstwie Gloucestershire, w dystrykcie Tewkesbury. Leży 14 km na północny wschód od miasta Gloucester i 148 km na zachód od Londynu.